# Dschibutisch-portugiesische Beziehungen
Die dschibutisch-portugiesischen Beziehungen umfassen die bilateralen Beziehungen zwischen Dschibuti und Portugal. Die Länder unterhalten direkte diplomatische Beziehungen.
Das Verhältnis zwischen Dschibuti und Portugal gilt als weitgehend problemfrei, dabei jedoch noch nicht sehr intensiv. Neben den lockeren historischen Berührungspunkten und dem schwankenden, vergleichsweise niedrigen bilateralen Handel sind vor allem die politisch-militärischen Verbindungspunkte zu nennen, insbesondere über den Hafen von Dschibuti als wichtigem Stützpunkt für regionale humanitäre, wirtschaftliche und militärische Missionen von EU, NATO und UNO am Horn von Afrika, an denen auch Portugal beteiligt ist. Dschibuti als strategisch bedeutender und vergleichsweise stabiler Staat in der von Unruhen beherrschten Region beherbergt mehrere Militärbasen.
Im Jahr 2019 waren sechs Staatsbürger Dschibutis in Portugal gemeldet, alle im Großraum Lissabon und Umgebung. 2017 waren keine portugiesischen Bürger konsularisch in Dschibuti registriert.

## Geschichte

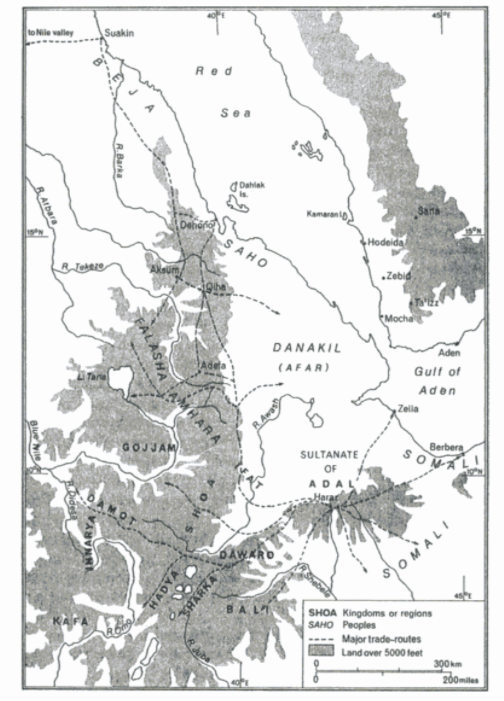
Mittelalterliche Karte der Königreiche und Sultanate am Horn von Afrika: seit Ende des 15. Jh. waren portugiesische Seefahrer hier präsent.

### Bis zur Unabhängigkeit Dschibutis
Vor allem im Zusammenhang mit den seit 1493 bestehenden Beziehungen Portugals zu Äthiopien kamen Portugiesen auch durch das heutige Hoheitsgebiet Dschibutis, das seit etwa 1415 ein Teil des Sultanats Adal war.
Als Äthiopien ab 1534 vom vordrängenden Sultanat Adal bedroht wurde, kam eine portugiesische Militärexpedition aus Portugiesisch-Indien unter Vasco da Gamas Sohn Cristóvão da Gama dem äthiopischen Kaiser 1541 zur Hilfe. Der Eroberungsversuch unter Mohammed Gran, dem Sultan von Adal, wurde durch die äthiopisch-portugiesischen Kräfte in der Schlacht von Bacente 1542 aufgehalten und in der Schlacht von Wayna Daga 1543 endgültig zurückgeschlagen. Cristóvão war zuvor von seinem Bruder Estêvão da Gama, der seit 1540 Gouverneur von Portugiesisch-Indien war, nach Äthiopien geschickt worden, nachdem sie im Roten Meer beide gegen das Osmanische Reich gekämpft hatten und portugiesische Schiffe dabei einige Zeit im eritreischen Hafen Massaua lagen, den sie seit 1520 kontrollierten.
Das Sultanat Adal zerfiel 1577 und kam unter osmanische Herrschaft. 1634 wurden die Portugiesen schließlich aus Äthiopien vertrieben und die portugiesische Präsenz an den Küsten des heutigen Dschibutis nahm weiter ab.
Nach ersten Vorstößen ab 1839 wurde Dschibuti ab 1862 Französische Kolonie, insbesondere seit dem 1884 erfolgten Erwerb der Stadt Tadjoura. 1888 gründeten die Franzosen die Stadt Dschibuti, die nach der Fertigstellung der Bahnlinie von Dschibuti-Stadt nach Addis Abeba im Jahr 1917 als Haupthafen für Güter aus und nach Äthiopien an Bedeutung gewann. Nach einer ersten Autonomie 1956 erhielt Dschibuti 1972 eine weitergehende Selbstverwaltung und 1977 schließlich seine volle Unabhängigkeit.

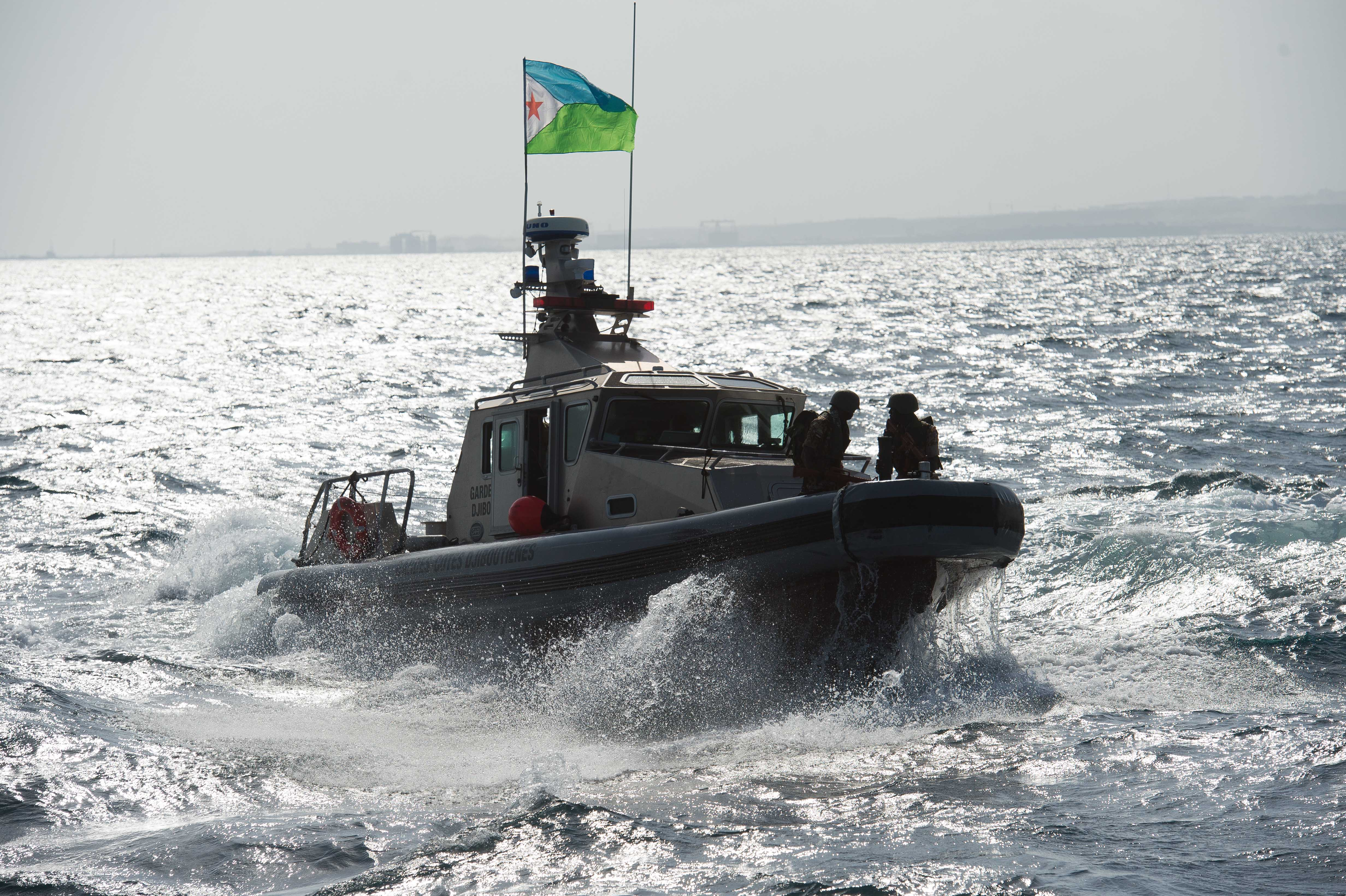
Dschibutisches Patrouillenboot am Horn von Afrika während des Manövers ‘’Cutlass Express 2016’’: seine strategische Lage und relative Stabilität macht Dschibuti militärisch bedeutend. Auch portugiesisches Militär ist hier regelmäßig im Dienst.

### Seit der Unabhängigkeit 1977
Das überwiegend wüstenähnliche und von seinen Küstenorten und besonders seiner Hauptstadt bestimmte Land wird von den Spannungen zwischen den vorherrschenden Volksgruppen Afar und Somali geprägt. 1981 wurde Dschibuti ein von den Somali dominierter Einparteienstaat, was den Widerstand der Afar bewirkte und 1991 in den Dschibutischen Bürgerkrieg führte. Nach der Wiedereinführung eines Mehrparteiensystems 1992 und dem Ende des Bürgerkriegs 1994 stabilisierte sich Dschibuti und wurde nun ein international verlässlicher Partner.
Am 31. Januar 2000 akkreditierte sich erstmals ein Vertreter Portugals in Dschibuti. Gegenseitige Botschaften richteten beide Länder seither nicht ein.
Das vergleichsweise stabile Dschibuti gilt seither in der unruhigen Region rund um das Horn von Afrika als bevorzugter Stützpunkt internationaler Militärmissionen, darunter die Operation Enduring Freedom der NATO oder auch die EU-Mission Operation Atalanta, die von hier aus operiert. Seine Bedeutung als wichtigster regionaler Hafen nimmt seither weiter zu, sowohl für den regionalen und internationalen Handel, als auch militärisch und für UNO-Initiativen und Hilfsprojekte in der Region. In dem Zusammenhang kommen regelmäßig auch Portugiesen durch Dschibuti, etwa im Zusammenhang mit Militärischen Auslandseinsätzen der portugiesischen Streitkräfte oder mit Projekten portugiesischer Hilfsorganisationen. So übernahm Portugal bereits zweimal die Führung des Force Commander-Verbands, der die  Operation Atalanta vor Ort durchführt. Die Fregatte Vasco da Gama der Portugiesischen Marine übernahm nach einer kleinen Zeremonie im Hafen von Dschibuti am 14. April 2011 die Rolle des Führungsschiffs der Operation Atalanta.
Dschibuti und die EU, deren Mitglied Portugal seit 1986 ist, kooperieren heute regelmäßig auch in anderen Fragen. So erhielt auch Dschibuti Hilfen aus dem Nothilfeprogramm des Europäischen Entwicklungsfonds zur Flüchtlingskrise 2015, an dem sich Portugal finanziell beteiligte.
Das seit 2020 von Facebook rund um den afrikanischen Kontinent geplante Seekabel-Projekt 2Africa soll vornehmlich afrikanische Staaten mit schnellem Internet versorgen und dabei fünf europäische und 16 afrikanische Staaten miteinander verbinden, darunter auch Portugal und Dschibuti.

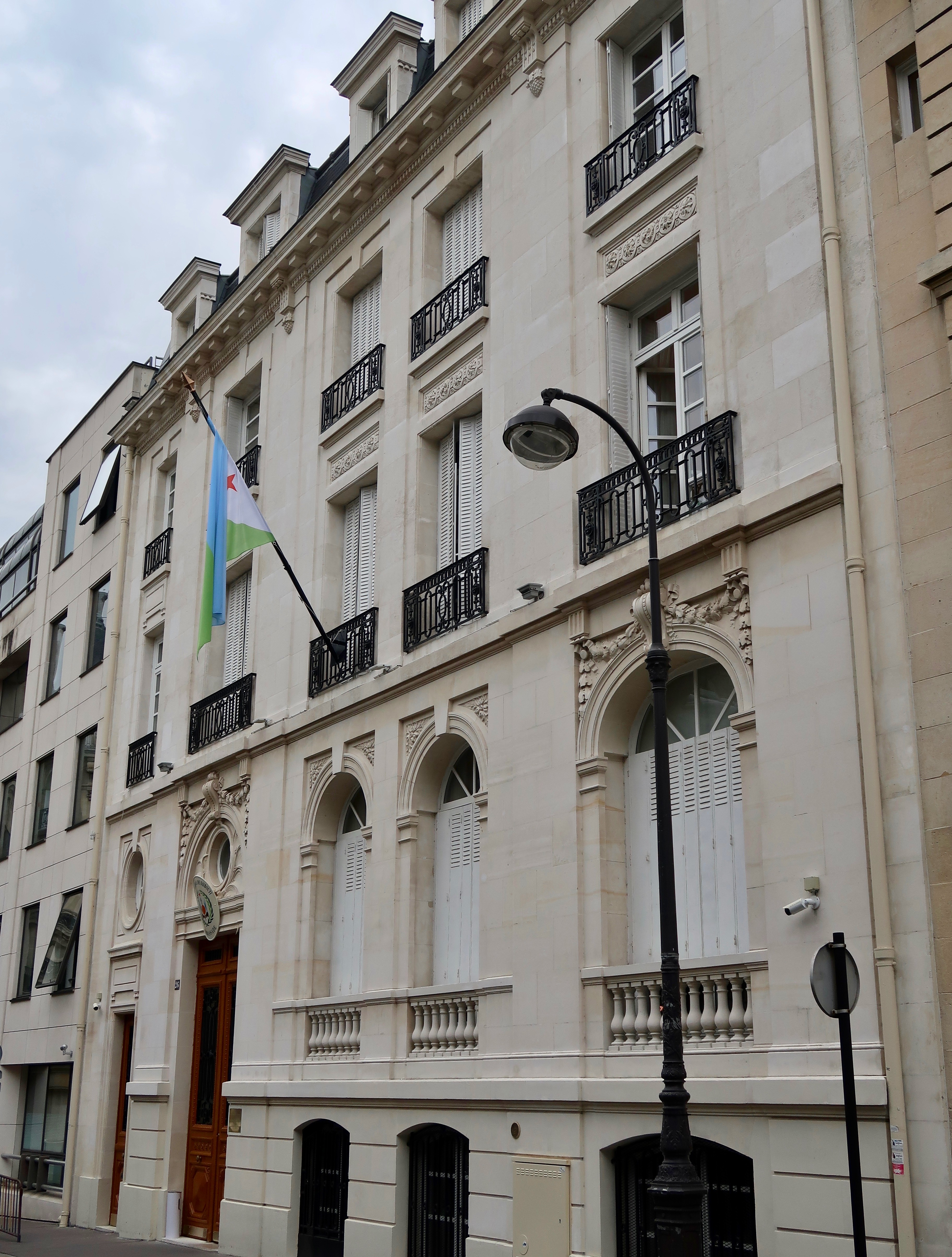
Die Botschaft Dschibutis in Paris. Sie ist auch für Portugal zuständig.

## Diplomatie
Dschibuti führt keine eigene Botschaft in Portugal, das Land wird von der dschibutischen Botschaft in Paris betreut. Auch Konsulate Dschibutis bestehen in Portugal nicht.
Portugal unterhält ebenfalls keine eigene Botschaft in Dschibuti, das zum Amtsbezirk des portugiesischen Botschafters in Addis Abeba gehört. In Dschibuti-Stadt hat Portugal ein Honorarkonsulat eingerichtet.

## Wirtschaft
Der bilaterale Handel zwischen Dschibuti und Portugal umfasste 2018 ein Volumen von 0,344 Mio. Euro (2017: 0,337 Mio.; 2016: 16,435 Mio.; 2015: 1,661 Mio.; 2014: 1,579 Mio.), mit einem bisher stets deutlichen Handelsbilanzüberschuss zu Gunsten Portugals. Acht portugiesische Unternehmen waren 2018 im Handel mit Dschibuti tätig.
Portugal exportierte dabei Waren im Wert von 0,344 Mio. Euro nach Dschibuti (2017: 0,317 Mio.; 2016: 15,989 Mio.; 2015: 1,280 Mio.; 2014: 1,579 Mio.), davon 82,9 % Fahrzeuge und Fahrzeugteile, 10,7 % landwirtschaftliche Erzeugnisse (hauptsächlich Eier), 3,2 % Lebensmittel (überwiegend Mineralwasser), 1,7 % Maschinen und Geräte (überwiegend EDV-Geräte), und 0,3 % optische Instrumente.
Dschibuti exportierte im Jahr 2018 keine Waren nach Portugal (2017: 20.000 Euro; 2016: 446.000 Euro; 2015: 381.000 Euro; 2014: 0,00 Euro), zuvor waren landwirtschaftliche Erzeugnisse, ganz überwiegend Naturharze und Balsame, das ausschließliche Ausfuhrgut Dschibutis nach Portugal.
Damit stand Dschibuti im portugiesischen Außenhandel an 179. Stelle (2017: 177) als Abnehmer und an 162. Stelle (2017: 185) als Lieferant, während Portugal im dschibutischen Außenhandel an 55. Stelle als Lieferant stand (2017: 56. als Abnehmer und 68. als Lieferant).
Die portugiesische Außenhandelskammer AICEP unterhält keine Niederlassung in Dschibuti, das Land wird vom AICEP-Büro in der äthiopischen Hauptstadt Addis Abeba betreut.